# Homalomena curtisii
Homalomena curtisii är en kallaväxtart som beskrevs av Henry Nicholas Ridley. Homalomena curtisii ingår i släktet Homalomena och familjen kallaväxter. Inga underarter finns listade.